# Rossville, Illinois
Rossville là một làng thuộc quận Vermilion, tiểu bang Illinois, Hoa Kỳ. Năm 2010, dân số của làng này là 1331 người.

## Dân số
Dân số qua các năm:
- Năm 2000: 1217 người.
- Năm 2010: 1331 người.